# Peñalcázar
Peñalcázar es un despoblado de la provincia de Soria, partido judicial de Soria, comunidad autónoma de Castilla y León, España. Pueblo de la Comarca de Campo de Gómara que pertenece al municipio de La Quiñonería.

## Geografía
Esta localidad está enclavada en una montaña, cerca de Quiñonería, con el Moncayo al fondo como vista. Está enclavado en medio de una meseta rocosa aislada, que hace de muralla. El lugar está a 1212 m sobre el nivel del mar.

## Naturaleza
El término se encuentra a una altitud considerable y sopla fuertemente el viento con lo que no hay apenas vegetación. Sí es de destacar su geología: es una gran montaña caliza con una mina de galena argentífera abandonada de la que se extraía plata, así como diversas cuevas en las que se han encontrado restos de antiguos asentamientos humanos.
En la zona nace el río Peñalcázar que pertenece a la cuenca hidrográfica del Ebro.

## Historia
La localidad ha estado poblada desde antiguo, existiendo un poblado celtíbero fundado por los lusones o los arévacos, y luego cayó bajo dominación romana, conociéndose en ambos casos como Centóbriga.
Según el Cantar de mio Cid, tras fortificar el cerro de Salvasoria, los tres castillos más importantes en esta zona —Peñalcázar, Ateca y Terrer— le pagaron parias. Esta relación con el héroe castellano propicia que hoy Peñalcazar forme parte del Camino del Cid.
La conquista cristiana de Al-qasr fue llevada a cabo por García Fernández, el segundo conde de Castilla, en el año 974.
A la caída del Antiguo Régimen la localidad se constituye en municipio constitucional en la región de Castilla la Vieja, partido de Soria que en el censo de 1842 contaba con 65 hogares y 266 vecinos.
A finales del siglo XX este municipio desaparece porque se integra en el municipio La Quiñonería, contaba entonces con 4 hogares y 12 habitantes.
La localidad fue abandonada en la década de 1960, debido a que el acceso al pueblo era a pie y no había agua. Además, como el pueblo se sitúa en un enclave no muy favorable, provocó un éxodo rural hacia otras regiones de España.

## Demografía
| Gráfica de evolución demográfica de Peñalcázar entre 1842 y 1970 |
| |
| Población de derecho según los censos de población del INE Población de hecho según los censos de población del INEEntre el censo de 1981 y el anterior, este municipio desaparece porque se integra en el municipio 42148 (La Quiñonería) |

## Minas de Peñalcázar
Las minas de Peñalcázar están situadas a unos 3 km al S del pueblo, en los parajes de El Estrepal y Monte de las Minas,  Aunque es posible que se llevaran a cabo labores anteriores, en época romana o en el siglo XVI, la explotación documentada tuvo lugar a partir de 1845, año en el que se registró la mina Nuestra Señora de la Peña. La mina era propiedad de la sociedad Buen Deseo1ª de Almazán que estuvo trabajando en ella hasta 1876, obteniendo en total alrededor de unas 8.000 toneladas de mineral. El interés económico estaba en su contenido de plomo y de plata.  Durante la época de bonanza, se construyó un poblado minero para alojar aparte del centenar de obreros que trabajaban en ellas. También se construyó la fundición La Cruz, propiedad del Banco Industrial y Mercantil, sociedad fundada por Francisco de Paula Mellado, que era también el principal accionista. En 1877 cesaron las labores mineras, y también paró la fundición por falta de materia prima. Otros intentos posteriores no dieron lugar a labores significativas. En marzo de 2007, la Sociedad de Investigación y Explotación Minera de Castilla y León S.A. (SIEMCALSA),  dependiente de la Junta de Castilla y León solicitó un permiso de investigación, que no llegó a establecer la existencia o no de recursos minerales explotables. El mineral está formado por galena argentífera, con esfalerita, calcopirita y bournonita como componentes minoritarios.

## Accesos
Situado en las estribaciones del Moncayo, en el sistema Ibérico, se accede por la carretera N-234 (Calatayud-Soria) y tomando un desvío dirección Reznos, pasando por La Quiñonería. Peñalcázar se encuentra en la cima de una gran muela a la que no se puede acceder en coche, únicamente a pie.

## Arte
En su día fue una fortaleza amurallada de la que quedan algunos restos de muralla. La iglesia parroquial de San Miguel es de fábrica gótico-renacentista (siglo XV). Tiene el tejado prácticamente todo caído, se conservan algunas partes del techo con nervaduras góticas. Se conserva también la torre, no así las campanas que fueron robadas (como casi todo). También quedan las ruinas de una ermita (siglo XVIII). Aviso para saqueadores y ladrones en general: no se molesten en ir que ya no queda nada que robar (por no quedar no quedan ni las lápidas del cementerio).

## Fiestas y tradiciones
En su día se celebraban las fiestas en honor al patrón, San Miguel.